# Energie de rețea

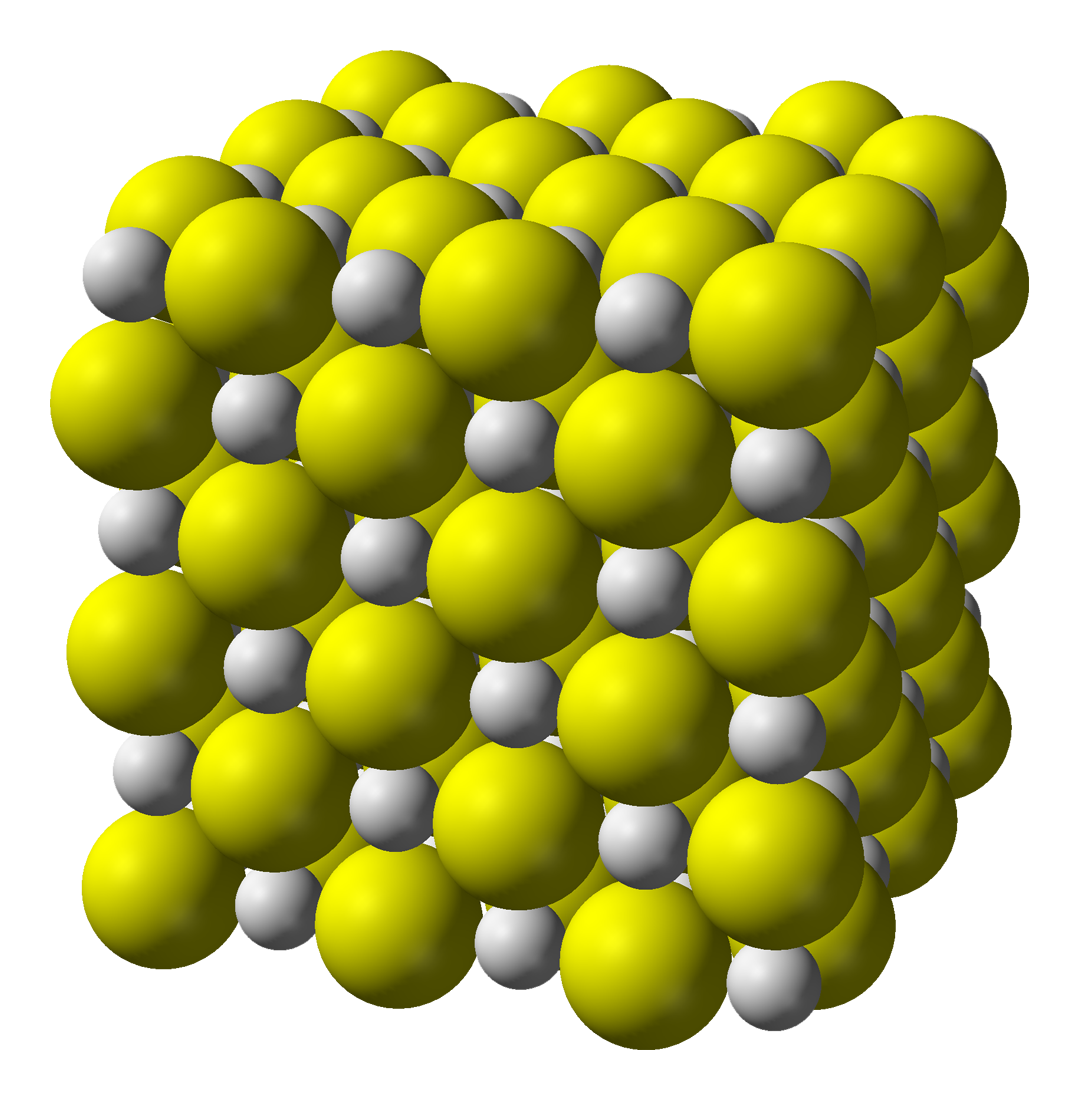
Space-filling model of part of the crystal structure of calcium sulfide, CaS.

În chimie, energia de rețea reprezintă energia de formare a unui mol dintr-un compus ionic cristalin din ionii săi constituenți, considerând că se află inițial în stare gazoasă. Este o măsură a forțelor de coeziune care leagă solidele ionice. Mărimea energiei de rețea este legată de multe alte proprietăți fizice, inclusiv solubilitatea, duritatea și volatilitatea. Deoarece, în general, nu poate fi măsurată direct, energia de rețea este uzual dedusă din datele experimentale prin intermediul ciclului Born-Haber.

## Exprimare matematică
Energia de rețea (U) este compusă din patru termeni, respectiv: energia electrostatică, energia de repulsie la distanțe mici, energia van der Waals și energia punctului zero a cristalului (de vibrație a ionilor în cristal, păstrată la temperatura de 0 K).

### Ecuația Born–Landé
În anul 1918 Born și Landé au propus ideea că energia de rețea ar putea fi derivată din potențialul electric al rețelei ionice și din energia potențială repulsivă. Se poate defini:
{\displaystyle \Delta U_{retea}=-{\frac {N_{A}Mz^{+}z^{-}e^{2}}{4\pi \varepsilon _{0}r_{0}}}\left(1-{\frac {1}{n}}\right),}
unde
NA este numărul lui Avogadro;
M este constanta lui Madelung, referitoare la geometria cristalului;
z+ este numărul de sarcină al cationului;
z− este numărul de sarcină al anionului;
e este sarcina elementară, egală cu 1.6022×10−19 C;
ε0 este permitivitatea în vid, egală cu 8.854×10−12 C2 J−1 m−1;
r0 este distanța celui mai apropiat vecin dintre ioni; și
n este exponentul Born (o constantă, între valorile 5 și 12, determinată experimental sau derivată teoretic, ce depinde de coeficientul de compresibilitate al cristalului).